# Echium candicans
El orgullo de Madeira  (Echium  candicans) es una especie de arbusto perteneciente a la familia de las boragináceas.

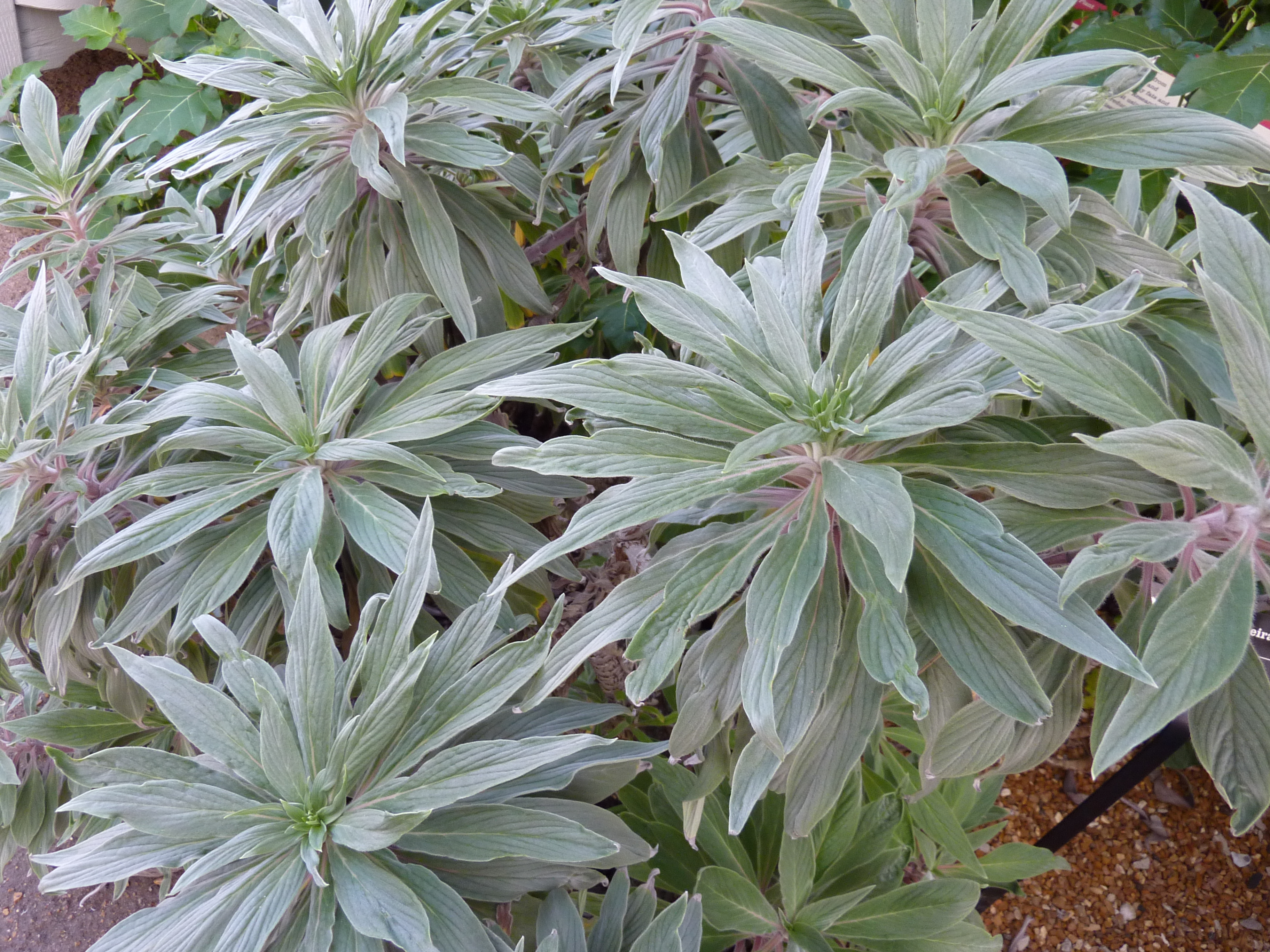
Detalle de las rosetas

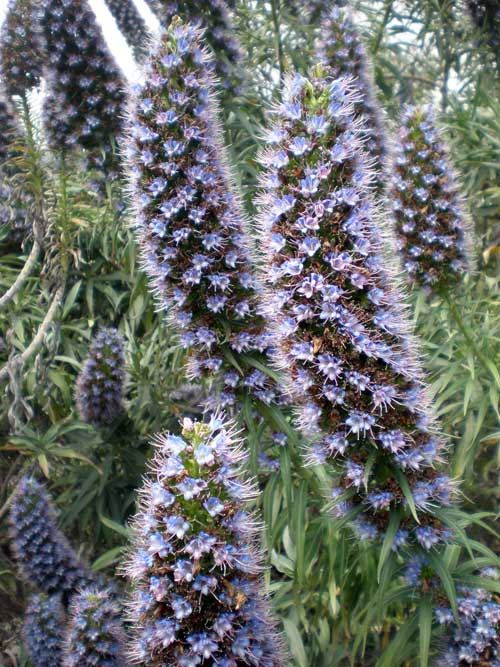
Inflorescencias

## Descripción
Es un arbusto de madera blanda, procedente de Madeira, tiene hojas vellosas, grisáceas y ensiformes, que se agrupan en grandes rosetas en las puntas de las ramas. En primavera y verano nacen las flores, de un azul entre zafiro y violáceo, en inflorescencias cilíndricas de 60 cm; las flores solo miden unos 12 mm de ancho, pero nacen juntas por cientos. De hábito extendido, crece hasta 1,8 m de altura, pero con una extensión mayor. Echium thyrsiflorum se parece bastante a E. candicans, pero sus espigas de flores de color lavanda pálido son más altas y rectas. Esta especie es menos llamativa y, al madurar, sus espigas se desordenan.

## Distribución
Aparece sólo en la isla de Madeira donde suelen surgir en las zonas de clima templado y húmedo en la isla, entre los 800-1400 m sobre el nivel del mar (en algunos casos pueden estar en mayor altura) . Se considera poco frecuente en la naturaleza.

## Usos
Con el tiempo esta especie ha sido utilizada por su gran valor ornamental y se cultiva en los jardines situados a mayor altura madeirense y los márgenes  de las carreteras de montaña. Durante muchos años, se cultiva en otras partes del mundo donde es muy apreciada por sus inflorescencias. Es común en los jardines en países templados, y normal en los jardines de Nueva Zelanda, que parece que se ha naturalizado en la tierra pedregosa.

## Taxonomía
Echium candicans fue descrita por Carlos Linneo el Joven  y publicado en Suppl. Pl. 131. 1782
Etimología
Echium: nombre genérico que deriva del griego echium, lo que significa víbora, por la forma triangular de las semillas que recuerdan vagamente a la cabeza de una víbora.
candicans: epíteto latino que significa "que llega a ser blanco".
Sinonimia
- Argyrexias candicans Raf.
- Echium brachyanthum Hornem.
- Echium candicans var. noronhae Menezes
- Echium cynoglossoides Desf.
- Echium densiflorum DC.
- Echium macrophyllum Lehm.
- Echium maderense Steud.
- Echium marianum Boiss.
- Echium pallidum Salisb.
- Echium pavonianum Boiss.
- Echium truncatum auct.[3]
- Echium fastuosum J. Jacq.[4]

## Nombre común
- Castellano: plumeros azules.[5]
- Canarias: tajinaste de Madeira.[6]